# Molgula crustosa
Molgula crustosa är en sjöpungsart som beskrevs av Monniot 1988. Molgula crustosa ingår i släktet Molgula och familjen kulsjöpungar. Inga underarter finns listade i Catalogue of Life.